# Khúc côn cầu trên cỏ tại Đại hội Thể thao châu Á 2022 – Vòng loại Nam
Vòng loại nam Đại hội thể thao châu Á 2022 là giải đấu vòng loại của nam cho nội dung khúc côn cầu trên cỏ tại Đại hội Thể thao châu Á 2022. Giải đấu được tổ chức từ ngày 6 đến ngày 15 tháng 5 năm 2022 tại Bangkok, Thái Lan và chọn ra sáu đội hàng đầu đủ điều kiện tham dự Đại hội Thể thao châu Á 2022.

## Các đội
- Bangladesh
- Hồng Kông
- Indonesia
- Kazakhstan
- Oman
- Singapore
- Sri Lanka
- Thái Lan
- Uzbekistan

## Vòng sơ loại

### Bảng A
| VT | Đội          | ST | T | H | B | BT | BB | HS  | Đ  | Giành quyền tham dự |
| -- | ------------ | -- | - | - | - | -- | -- | --- | -- | ------------------- |
| 1  | Oman         | 4  | 4 | 0 | 0 | 15 | 4  | +11 | 12 | Bán kết             |
| 2  | Thái Lan (H) | 4  | 1 | 2 | 1 | 5  | 3  | +2  | 5  | Bán kết             |
| 3  | Uzbekistan   | 4  | 1 | 2 | 1 | 11 | 12 | −1  | 5  |                     |
| 4  | Hồng Kông    | 4  | 1 | 1 | 2 | 6  | 10 | −4  | 4  |                     |
| 5  | Kazakhstan   | 4  | 0 | 1 | 3 | 3  | 11 | −8  | 1  |                     |

| 6 tháng 5 năm 2022 14:00 |

| Hồng Kông             | 2–4     | Uzbekistan                                         |
| --------------------- | ------- | -------------------------------------------------- |
| Monthong 54' · Yu 55' | Báo cáo | Karimov 9', 51' · Mamajonov 16' · Mirzakarimov 35' |

| Trọng tài: Iman Sulaeman (INA) Sunny Wang (SGP) |

| 6 tháng 5 năm 2022 16:00 |

| Thái Lan                                   | 3–0     | Kazakhstan |
| ------------------------------------------ | ------- | ---------- |
| Sansamran 43' · Boonpea 45' · Boon-Art 50' | Báo cáo |            |

| Trọng tài: Mohammad Ali Khan (BAN) Mohomead Nawshad (SRI) |

| 7 tháng 5 năm 2022 14:00 |

| Oman                                    | 3–0     | Kazakhstan |
| --------------------------------------- | ------- | ---------- |
| Al Fazari 2' · Al Lawati 26' · Bait 37' | Báo cáo |            |

| Trọng tài: Rawi Anbananthan (MAS) Noppadon Prompim (THA) |

| 8 tháng 5 năm 2022 12:30 |

| Thái Lan     | 1–1     | Uzbekistan     |
| ------------ | ------- | -------------- |
| Boon-Art 37' | Báo cáo | Salimjonov 56' |

| Trọng tài: Raghu Prasad (IND) Yaser Khurshid (PAK) |

| 9 tháng 5 năm 2022 12:00 |

| Hồng Kông | 1–5     | Oman                                                           |
| --------- | ------- | -------------------------------------------------------------- |
| Ho 41'    | Báo cáo | Al Shaaibi 2', 17' · Al Laun 8' · Al Lawati 9' · Al Fazari 55' |

| Trọng tài: Yaser Khurshid (PAK) Mohomead Nawshad (SRI) |

| 9 tháng 5 năm 2022 14:00 |

| Uzbekistan                                      | 3–3     | Kazakhstan                                 |
| ----------------------------------------------- | ------- | ------------------------------------------ |
| Mamajonov 35' · Salimjonov 45+' · Khaytboev 54' | Báo cáo | Uzbek 15' · Duisengazy 24' · Yelubayev 30' |

| Trọng tài: Rawi Anbananthan (MAS) Sunny Wang (SGP) |

| 10 tháng 5 năm 2022 14:00 |

| Kazakhstan | 0–2     | Hồng Kông              |
| ---------- | ------- | ---------------------- |
|            | Báo cáo | Ali 37' · Monthong 38' |

| Trọng tài: Iman Sulaeman (INA) Hashim Al Shatri (OMA) |

| 10 tháng 5 năm 2022 16:00 |

| Thái Lan | 0–1     | Oman           |
| -------- | ------- | -------------- |
|          | Báo cáo | Al Balushi 55' |

| Trọng tài: Raghu Prasad (IND) Mohammad Ali Khan (BAN) |

| 12 tháng 5 năm 2022 10:00 |

| Oman                                                                  | 6–3     | Uzbekistan                                      |
| --------------------------------------------------------------------- | ------- | ----------------------------------------------- |
| Al Qasmi 5' · Al Lawati 11' · Al Fazari 17', 55' · Al-Maaini 34', 58' | Báo cáo | Salimjonov 44' · Nazarov 50' · Mirzakarimov 51' |

| Trọng tài: Yaser Khurshid (PAK) Mohammad Ali Khan (BAN) |

| 12 tháng 5 năm 2022 16:00 |

| Hồng Kông | 1–1     | Thái Lan      |
| --------- | ------- | ------------- |
| Chan 19'  | Báo cáo | Sansamran 10' |

| Trọng tài: Mohomead Nawshad (SRI) Sunny Wang (SGP) |

### Bảng B
| VT | Đội        | ST | T | H | B | BT | BB | HS | Đ | Giành quyền tham dự |
| -- | ---------- | -- | - | - | - | -- | -- | -- | - | ------------------- |
| 1  | Bangladesh | 3  | 3 | 0 | 0 | 7  | 2  | +5 | 9 | Semi-finals         |
| 2  | Indonesia  | 3  | 1 | 1 | 1 | 4  | 4  | 0  | 4 | Semi-finals         |
| 3  | Sri Lanka  | 3  | 1 | 0 | 2 | 7  | 8  | −1 | 3 |                     |
| 4  | Singapore  | 3  | 0 | 1 | 2 | 2  | 6  | −4 | 1 |                     |

| 7 tháng 5 năm 2022 10:00 |

| Bangladesh                          | 3–1     | Indonesia   |
| ----------------------------------- | ------- | ----------- |
| Hossain 10' · Khisa 24' · Rabby 41' | Báo cáo | Sandrea 40' |

| Trọng tài: Hashim Al Shatri (OMA) Chor Ming Yeung (HKG) |

| 7 tháng 5 năm 2022 12:00 |

| Sri Lanka                                            | 5–2     | Singapore            |
| ---------------------------------------------------- | ------- | -------------------- |
| Chandrasena 24' · Dias 27' · Warnakula 28', 50', 59' | Báo cáo | Yuhari 13' · Yap 18' |

| Trọng tài: Surachaet Visavateeranon (THA) Makhsudbek Urmanov (KAZ) |

| 9 tháng 5 năm 2022 16:00 |

| Indonesia | 0–0     | Singapore |
| --------- | ------- | --------- |
|           | Báo cáo |           |

| Trọng tài: Chor Ming Yeung (HKG) Raghu Prasad (IND) |

| 10 tháng 5 năm 2022 12:00 |

| Sri Lanka     | 1–3     | Bangladesh                          |
| ------------- | ------- | ----------------------------------- |
| Warnakula 44' | Báo cáo | Islam 18' · Rahman 23' · Sarkar 53' |

| Trọng tài: Noppadon Prompim (THA) Surachaet Visavateeranon (THA) |

| 12 tháng 5 năm 2022 12:00 |

| Indonesia                              | 3–1     | Sri Lanka      |
| -------------------------------------- | ------- | -------------- |
| Ardam 20' · Prastyo 41' · Al Akbar 43' | Báo cáo | Sudusinghe 19' |

| Trọng tài: Rawi Anbananthan (MAS) Makhsudbek Urmanov (KAZ) |

| 12 tháng 5 năm 2022 14:00 |

| Bangladesh  | 1–0     | Singapore |
| ----------- | ------- | --------- |
| Rakibul 19' | Báo cáo |           |

| Trọng tài: Chor Ming Yeung (HKG) Noppadon Prompim (THA) |

## Phân loại hạng 5–8

### Sơ đồ
|  | Bán kết             | Bán kết            |            |       | Hạng năm | Hạng năm |
|  |                     |                    |            |       |          |          |
|  | 14 tháng 5          |                    |            |       |          |          |
|  |                     |                    |            |       |          |          |
|  | Uzbekistan (p.s.o.) | 2 (4)              |            |       |          |          |
|  | Uzbekistan (p.s.o.) | 2 (4)              | 15 tháng 5 |       |          |          |
|  | Singapore           | 2 (2)              |            |       |          |          |
|  | Singapore           | 2 (2)              | Uzbekistan | 3 (1) |          |          |
|  | 14 tháng 5          |                    | Uzbekistan | 3 (1) |          |          |
|  |                     | Sri Lanka (p.s.o.) | 3 (3)      |       |          |          |
|  | Sri Lanka           | Sri Lanka (p.s.o.) | 3 (3)      | 5     |          |          |
|  | Sri Lanka           |                    |            | 5     |          |          |
|  | Hồng Kông           | 2                  |            |       |          |          |
|  | Hồng Kông           | 2                  | Hạng bảy   |       |          |          |
|  |                     |                    |            |       |          |          |
|  | 15 tháng 5          |                    |            |       |          |          |
|  |                     |                    |            |       |          |          |
|  | Singapore           | 4                  |            |       |          |          |
|  | Singapore           | 4                  |            |       |          |          |
|  | Hồng Kông           | 0                  |            |       |          |          |

### Bán kết hạng 5–8
| 14 tháng 5 năm 2022 09:15 |

| Uzbekistan                               | 2–2     | Singapore                          |
| ---------------------------------------- | ------- | ---------------------------------- |
| Khaytboev 23', 39'                       | Báo cáo | Yuhari 7', 13'                     |
| Loạt luân lưu                            |         |                                    |
| Satlikov · Khaytboev · Karimov · Nazarov | 4–2     | Noor · Marican · Johari · Prebhash |

| Trọng tài: Raghu Prasad (IND) Chor Ming Yeung (HKG) |

| 14 tháng 5 năm 2022 11:30 |

| Sri Lanka                                                             | 5–2     | Hồng Kông               |
| --------------------------------------------------------------------- | ------- | ----------------------- |
| Karunamunige 2' · Warnakula 46', 56' · Fernando 47' · Chandrasena 57' | Báo cáo | Monthong 17' · Chan 60' |

| Trọng tài: Rawi Anbananthan (MAS) Mohammad Ali Khan (BAN) |

### Trận tranh hạng 7
| 15 tháng 5 năm 2022 09:15 |

| Singapore                              | 4–0     | Hồng Kông |
| -------------------------------------- | ------- | --------- |
| Yap 4' · Yuhari 13' · Marican 41', 50' | Báo cáo |           |

| Trọng tài: Iman Sulaeman (INA) Makhsudbek Urmanov (KAZ) |

### Trận tranh hạng 5
| 15 tháng 5 năm 2022 11:30 |

| Uzbekistan                                       | 3–3     | Sri Lanka                                                       |
| ------------------------------------------------ | ------- | --------------------------------------------------------------- |
| Karimov 37' · Vakhobjonov 44' · Mirzakarimov 51' | Báo cáo | Sudusinghe 11' · Ranasingha 37' · Warnakula 59'                 |
| Loạt luân lưu                                    |         |                                                                 |
| Satlikov · Akhmadkhodjaev · Khaytboev · Karimov  | 1–3     | Warnakula · Rathnayake · Kulathunga · Sudusinghe · Karunamunige |

| Trọng tài: Hashim Al Shatri (OMA) Noppadon Prompim (THA) |

## Phân loại hạng 1-4

### Sơ đồ
|  | Bán kết    | Bán kết    |               |   | Chung kết | Chung kết |
|  |            |            |               |   |           |           |
|  | 14 tháng 5 |            |               |   |           |           |
|  |            |            |               |   |           |           |
|  | Oman       | 2          |               |   |           |           |
|  | Oman       | 2          | 15 tháng 5    |   |           |           |
|  | Indonesia  | 0          |               |   |           |           |
|  | Indonesia  | 0          | Oman          | 6 |           |           |
|  | 14 tháng 5 |            | Oman          | 6 |           |           |
|  |            | Bangladesh | 2             |   |           |           |
|  | Bangladesh | Bangladesh | 2             | 4 |           |           |
|  | Bangladesh |            |               | 4 |           |           |
|  | Thái Lan   | 1          |               |   |           |           |
|  | Thái Lan   | 1          | Tranh hạng ba |   |           |           |
|  |            |            |               |   |           |           |
|  | 15 tháng 5 |            |               |   |           |           |
|  |            |            |               |   |           |           |
|  | Indonesia  | 4          |               |   |           |           |
|  | Indonesia  | 4          |               |   |           |           |
|  | Thái Lan   | 3          |               |   |           |           |

### Bán kết
| 14 tháng 5 năm 2022 13:45 |

| Oman                       | 2–0     | Indonesia |
| -------------------------- | ------- | --------- |
| Al Laun 37' · Al Qasmi 51' | Báo cáo |           |

| Trọng tài: Noppadon Prompim (THA) Surachaet Visavateeranon (THA) |

| 14 tháng 5 năm 2022 16:00 |

| Bangladesh                                | 4–1     | Thái Lan      |
| ----------------------------------------- | ------- | ------------- |
| Sarkar 22' · Islam 29', 35' · Rakibul 47' | Báo cáo | Rungniyom 10' |

| Trọng tài: Mohomead Nawshad (SRI) Yaser Khurshid (PAK) |

### Trận tranh hạng 3
| 15 tháng 5 năm 2022 13:45 |

| Indonesia                                        | 4–3     | Thái Lan                                    |
| ------------------------------------------------ | ------- | ------------------------------------------- |
| Al Ardh 1' · Prastyo 32' · Ardam 37' · Asasi 42' | Báo cáo | Rungniyom 9' · Boonpea 18' · Chueamkaew 47' |

| Trọng tài: Yaser Khurshid (PAK) Chor Ming Yeung (HKG) |

### Chung kết
| 15 tháng 5 năm 2022 16:00 |

| Oman                                                                                       | 6–2     | Bangladesh            |
| ------------------------------------------------------------------------------------------ | ------- | --------------------- |
| Al Shaaibi 4' · Al Lawati 8' · Al-Saadi 10' · Al Qasmi 34' · Al Fazari 51' · Al-Shibli 59' | Báo cáo | Islam 48' · Rabby 60' |

| Trọng tài: Raghu Prasad (IND) Rawi Anbananthan (MAS) |

## Bảng xếp hạng cuối cùng
| VT | Đội          | Giành quyền tham dự          |
| -- | ------------ | ---------------------------- |
| 1  | Oman         | Đại hội Thể thao châu Á 2022 |
| 2  | Bangladesh   | Đại hội Thể thao châu Á 2022 |
| 3  | Indonesia    | Đại hội Thể thao châu Á 2022 |
| 4  | Thái Lan (H) | Đại hội Thể thao châu Á 2022 |
| 5  | Sri Lanka    | Đại hội Thể thao châu Á 2022 |
| 6  | Uzbekistan   | Đại hội Thể thao châu Á 2022 |
| 7  | Singapore    |                              |
| 8  | Hồng Kông    |                              |
| 9  | Kazakhstan   |                              |